# NGC 5064
NGC 5064 (другие обозначения — ESO 220-2, AM 1316-473, IRAS13160-4738, PGC 46409) — спиральная галактика (Sb) в созвездии Центавр.
Этот объект входит в число перечисленных в оригинальной редакции «Нового общего каталога».
В самом центре галактики имеется газовый диск, движение вещества в котором хорошо согласуется с простыми законами Кеплера. Исходя из параметров этого диска, масса неразрешимого объекта в центре составляет не более, чем 5⋅107 M⊙. Ядро галактики относится к типу LINER.